# Branimir Hrgota
Branimir Hrgota (Zenica, Bosznia-Hercegovina, 1993. január 12. –) svéd labdarúgó, a német Greuther Fürth csatára. Rendelkezik horvát állampolgársággal is.

## Sikerei, díjai

### Klub
- Eintracht Frankfurt
  - Német kupa: 2017–18

### Válogatott
- Svédország U21
  - U21-es labdarúgó-Európa-bajnokság: 2015

### Egyéni
- Superettan gólkirály: 2011